# Amphiglossa
Amphiglossa es un género de plantas con flores perteneciente a la familia de las asteráceas. Comprende 14 especies descritas y de estas, solo 11 aceptadas.

## Taxonomía
El género fue descrito por Augustin Pyrame de Candolle y publicado en Prodromus Systematis Naturalis Regni Vegetabilis 6: 258. 1837[1838].

## Especies
A continuación se brinda un listado de las especies del género Amphiglossa aceptadas hasta julio de 2012, ordenadas alfabéticamente. Para cada una se indica el nombre binomial seguido del autor, abreviado según las convenciones y usos.
- Amphiglossa callunoides DC.
- Amphiglossa celans Koek.
- Amphiglossa corrudifolia DC.
- Amphiglossa grisea Koek.
- Amphiglossa perotrichoides DC.
- Amphiglossa rudolphii Koek.
- Amphiglossa susannae Koek.
- Amphiglossa tecta (Brusse) Koek.
- Amphiglossa thuja (Merxm.) Koek.
- Amphiglossa tomentosa (Thunb.) Harv.
- Amphiglossa triflora DC.